# Olceclostera azteca
Olceclostera azteca är en fjärilsart som beskrevs av William Schaus 1894. Olceclostera azteca ingår i släktet Olceclostera och familjen silkesspinnare. Inga underarter finns listade i Catalogue of Life.